# 이동규 (1968년)
이동규(1968년 10월 27일 ~ )는 대한민국의 베이시스트이다.

## 생애
이동규는 1968년 서울에서 태어났다. 그는 신해철과 죽마고우 사이였으며, 아마추어 시절에 밴드 아기천사부터 무한궤도, 신해철의 라이브 세션을 거쳐 1992년까지 밴드 N.EX.T(넥스트)의 드러머로 활동하였다. 사실 이동규는 군복무(전경) 시절 당한 교통사고 후유증으로 무릎이 좋지 않아 넥스트 1집 시절에도 서서 연주하는 전자드럼만 가능했고 이 때문에 결국 1994년 넥스트 2집 앨범에서는 베이시스트로 전향했다. 넥스트 2집에서 가장 많은 인기를 얻었던 히트곡 〈날아라 병아리〉에서 신해철과의 듀엣을 통해 본인의 이름을 제대로 알렸으며, 넥스트의 핵심 멤버이자 리더인 신해철 못지않게 악기와 음악 관련 장비에 대해서 해박했던 것으로도 알려져 있다. 
그런데 넥스트 2집 발표 이후 투어 콘서트 도중 신해철과 음악적 의견 차이로 인한 충돌이 생기면서 곧 불화로 이어졌으며, 이로 인해 그룹에서 탈퇴하였다. 넥스트 탈퇴이후 이동규는 1995년에 록 가수 신성우, 공일오비의 기타리스트 장호일과 함께 프로젝트 록 밴드 지니를 결성하여 2장의 앨범을 발매하였고, 가수로서 2장의 솔로 앨범도 발매하였다. 그러나 넥스트 탈퇴후 솔로로서 크게 흥하지는 못했다. 
한편 2014년 컴백한 넥스트 유나이티드로 같은 원년 멤버인 정기송 등과 합류 할 것으로 알려졌으나, 최종 라인업에서는 포함되지 않았다.

## 학력
- 연세대학교 석사, 경희대학교 토목공학 학사

## 이력
- 아기천사 - 드럼, 프로듀싱 (~1988)
- 무한궤도 - 드럼 세션 (1988~89)
- 신해철 '91 Myself Tour - 드럼 세션 (1991~92)
- 넥스트(N.EX.T) - 드럼, 베이스, 보컬 (1992~1994)
- 지니 - 베이스 (1995~1996)

## 디스코그래피
- 넥스트 1집 《Home》 (1992년)
- 넥스트 2집 《The Return of N.EX.T Part 1: The Being》 (1994년)
- 이동규 1집 《The Next Man》 (1994년)
- 지니 1집 《Cool World》 (1995년)
- 지니 2집 《Elephant》 (1996년)
- 이동규 2집 《Day & Nights》 (1996년)